# 二重丸
二重丸（にじゅうまる）は、丸の内側に径の小さい丸を描いた図形であり、記号である。地方によってはふたえまると呼ぶこともある。

## 概要
二重丸は、一般に、同一の円の中心を持ち、径の長さの異なる、2つの円によって構成される図形である。
この図形は、古く石器時代のころから用いられ、鉄器時代にはかなり浸透していた。
日本語の文字として使用された例として、平安時代に文字が使用できない人が木簡などに文字の代わりに使用されたものが残っている。
今日の日本語環境では、二重丸は丸のさらによい状態を指すことが多く、評価における最良の状態や、要注目の意味で用いることがある。
また、二重丸という言葉を太鼓判を押すような意味として使用することもある。

## 用途

### 丸を強調して使用される場合
- 通知表で最もよい状態を表す。
- 公営競技の予想で本命を表す。

### 丸とほぼ同様の用途で使用される場合
- 箇条書きのビュレットとして使用される。
- 傍点として使用される。

### 形状を元に使用される場合
- リングを表す。
- ラジオボタンでチェックされていない状態を表す。（チェックされている状態は蛇の目を使用する。）
- 穴のあいた硬貨を示す。
- 金環食を表す。
- ドーナツを表す。

### その他の用途
- 現在位置を表す。
- 焦点を表す。
- 日本の天気図では曇りを表す。
- 日本の地図記号で市役所および東京都の区役所（特別区役所）を表す。（外円が太い二重丸（⭗））
- 視力検査のレッドグリーンテストで使用される。

## 二重丸に関するその他の事象
- 銀行印や消印などでは、二重丸の外側の間にサークル状に文字を書くことがある。
- さらに丸を追加して、三重丸や四重丸とした使われ方もする。
- マンコマークは、二重丸の真ん中に二重丸を突き抜ける縦線と、二重丸の左右に小さな横棒を数本ずつ（大抵は３本ずつ）付け足したものである。

## 符号位置
| 記号 | Unicode | JIS X 0213 | 文字参照          | 名称                  |
| ---- | ------- | ---------- | ----------------- | --------------------- |
| ◎    | U+25CE  | 1-1-93     | &#x25CE; &#9678;  | 二重丸                |
| ⭗    | U+2B57  |            | &#x2B57; &#11095; | 市役所 区役所（東京） |